# Olympische Sommerspiele 1932/Leichtathletik – 100 m (Männer)

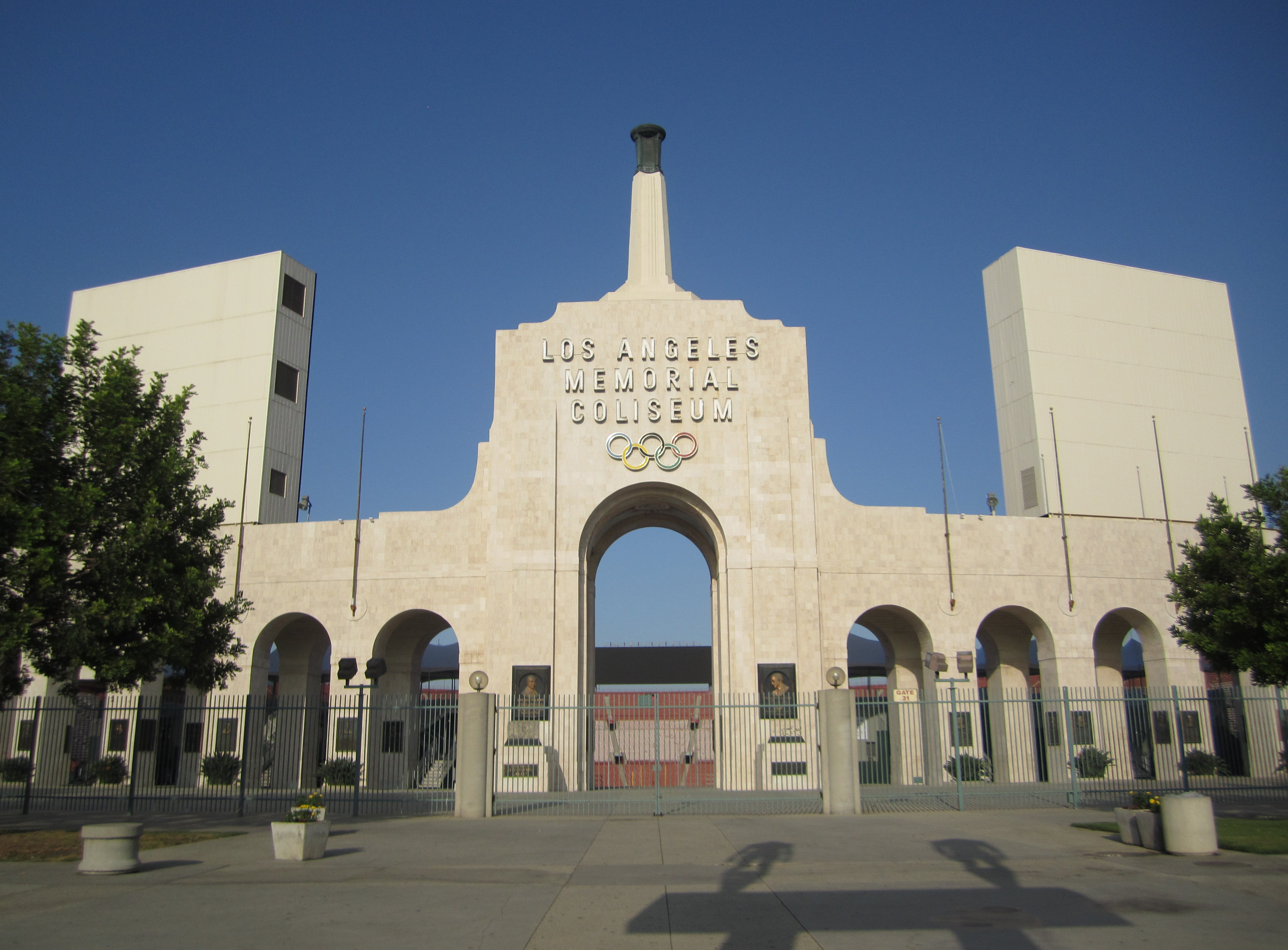
Eingang zum Los Angeles Memorial Coliseum

Der 100-Meter-Lauf der Männer bei den Olympischen Spielen 1932 in Los Angeles wurde am 31. Juli und 1. August 1932 im Los Angeles Memorial Coliseum ausgetragen. 33 Athleten nahmen teil. Erstmals kamen bei Olympischen Spielen Startpistolen, elektronische Zeitnahme und Zielfotos zum Einsatz, die elektronische Zeitnahme allerdings nur inoffiziell.
Olympiasieger wurde der US-Sprinter Eddie Tolan vor seinem Landsmann Ralph Metcalfe. Der Deutsche Arthur Jonath gewann die Bronzemedaille.

## Rekorde

### Bestehende Rekorde
| Weltrekord         | 10,3 s | Percy Williams ( Kanada)              | Toronto, Kanada                        | 9. August 1930               |
| Olympischer Rekord | 10,6 s | Donald Lippincott ( USA)              | OS 1912 Stockholm, Schweden            | Vorlauf, 6. Juli 1912        |
| Olympischer Rekord | 10,6 s | Harold Abrahams ( Großbritannien)     | OS 1924 Paris, Frankreich              | Viertelfinale, 6. Juli 1924  |
| Olympischer Rekord | 10,6 s | Harold Abrahams ( Großbritannien)     | OS 1924 Paris, Frankreich              | Halbfinale, 7. Juli 1924     |
| Olympischer Rekord | 10,6 s | Harold Abrahams ( Großbritannien)     | OS 1924 Paris, Frankreich              | Finale, 7. Juli 1924         |
| Olympischer Rekord | 10,6 s | Percy Williams ( Kanada)              | OS 1928 Amsterdam, 00000000Niederlande | Viertelfinale, 29. Juli 1928 |
| Olympischer Rekord | 10,6 s | Robert McAllister ( USA)              | OS 1928 Amsterdam, 00000000Niederlande | Halbfinale, 30. Juli 1928    |
| Olympischer Rekord | 10,6 s | Percy Williams ( Kanada)              | OS 1928 Amsterdam, 00000000Niederlande | Halbfinale, 30. Juli 1928    |
| Olympischer Rekord | 10,6 s | Wilfred Legg ( Südafrikanische Union) | OS 1928 Amsterdam, 00000000Niederlande | Halbfinale, 30. Juli 1928    |
| Olympischer Rekord | 10,6 s | Jack London ( Großbritannien)         | OS 1928 Amsterdam, 00000000Niederlande | Halbfinale, 30. Juli 1928    |

### Rekordegalisierungen und -verbesserungen
Der bestehende olympische Rekord wurde viermal egalisiert oder verbessert:
- 10,6 s (egalisiert) – Arthur Jonath (Deutsches Reich), dritter Vorlauf am 31. Juli
- 10,4 s – Eddie Tolan (USA), erstes Viertelfinale am 31. Juli
- 10,3 s – Eddie Tolan (USA), Finale am 1. August
- 10,3 s – Ralph Metcalfe (USA), Finale am 1. August

Der bestehende Weltrekord wurde zweimal egalisiert:
- 10,3 s – Eddie Tolan (USA), Finale am 1. August
- 10,3 s – Ralph Metcalfe (USA), Finale am 1. August

## Durchführung des Wettbewerbs
Am 31. Juli traten die Läufer zu sieben Vorläufen an. Die jeweils drei schnellsten Athleten – hellblau unterlegt – qualifizierten sich für das Viertelfinale am gleichen Tag. Auch aus den vier Viertelfinals kamen die jeweils drei besten Läufer – wiederum hellblau unterlegt – in die nächste Runde, das Halbfinale. In den Vorentscheidungen qualifizierten sich die jeweils drei Erstplatzierten – hellblau unterlegt – für das Finale. Die beiden Halbfinals und das Finale wurden am 1. August ausgetragen.
Anmerkung:

Die elektronische Zeitmessung wurde bei diesen Spielen bereits eingesetzt, war jedoch inoffiziell. Die offiziellen Zeiten ergaben sich alleine aus den handgestoppten Werten. Die hier angegebenen Laufzeiten sind die handgestoppten Ergebnisse aus dem offiziellen Bericht. Die inoffiziellen Resultate der elektrischen Zeitnahme sind, soweit vorhanden, in der Anmerkung aufgeführt.

## Vorläufe
Datum: 31. Juli 1932

### Vorlauf 1

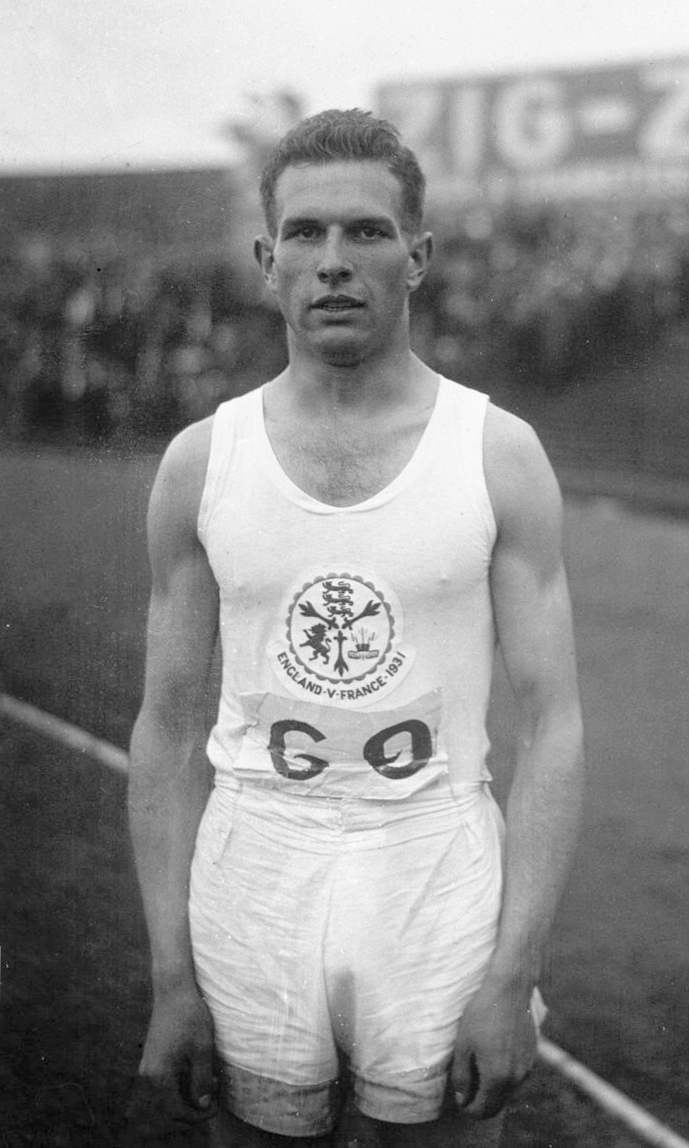
Fred Reid – Rennen im ersten Vorlauf nicht beendet
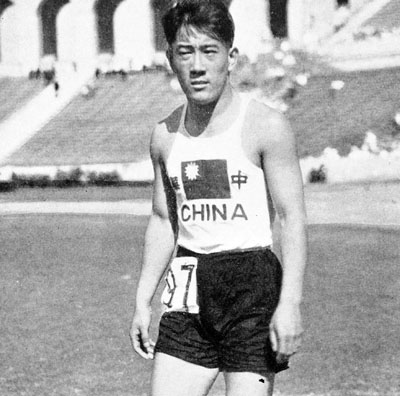
Liu Changchun, erster Chinese bei Olympischen Spielen – ausgeschieden als Fünfter im zweiten Vorlauf

| Platz | Name                        | Nation         | Zeit   | Anmerkung |
| ----- | --------------------------- | -------------- | ------ | --------- |
| 1     | Eddie Tolan                 | USA            | 10,9 s |           |
| 2     | José de Almeida             | Brasilien      | 11,0 s |           |
| 3     | Fernando Ortíz              | Mexiko         | 11,2 s |           |
| 4     | André Théard                | Haiti          | 11,4 s |           |
| 5     | António Alexandre Rodrigues | Portugal       | 11,5 s |           |
| DNF   | Fred Reid                   | Großbritannien |        |           |

### Vorlauf 2
| Platz | Name           | Nation           | Zeit   | Anmerkung |
| ----- | -------------- | ---------------- | ------ | --------- |
| 1     | George Simpson | USA              | 10,9 s |           |
| 2     | Ernest Page    | Großbritannien   | 11,1 s |           |
| 3     | Andrej Engel   | Tschechoslowakei | 11,2 s |           |
| 4     | Bunoo Sutton   | Britisch-Indien  | 11,4 s |           |
| 5     | Liu Changchun  | China            | 11,5 s |           |

### Vorlauf 3
| Platz | Name                | Nation          | Zeit   | Anmerkung |
| ----- | ------------------- | --------------- | ------ | --------- |
| 1     | Arthur Jonath       | Deutsches Reich | 10,6 s | ORe       |
| 2     | Allan Elliot        | Neuseeland      | 10,8 s |           |
| 3     | Izuo Anno           | Japan           | 10,9 s |           |
| 4     | Ronald Vernieux     | Britisch-Indien | 11,0 s |           |
| 5     | Samuel Giacosa      | Argentinien     | 11,1 s |           |
| 6     | Francisco Muñagorri | Spanien         | k. A.  |           |

### Vorlauf 4
| Platz | Name           | Nation          | Zeit   | Anmerkung |
| ----- | -------------- | --------------- | ------ | --------- |
| 1     | Carlos Bianchi | Argentinien     | 10,8 s |           |
| 2     | Helmut Körnig  | Deutsches Reich | 11,0 s |           |
| 3     | Percy Williams | Kanada          | 11,1 s |           |
| 4     | Jesús Moraila  | Mexiko          | 11,2 s |           |

### Vorlauf 5
| Platz | Name             | Nation       | Zeit   | Anmerkung |
| ----- | ---------------- | ------------ | ------ | --------- |
| 1     | Ralph Metcalfe   | USA          | 11,0 s |           |
| 2     | Birchall Pearson | Kanada       | 11,1 s |           |
| 3     | Angelos Lambrou  | Griechenland | 11,3 s |           |
| 4     | Fernando Ramírez | Mexiko       | 11,4 s |           |

### Vorlauf 6
| Platz | Name              | Nation                | Zeit   | Anmerkung |
| ----- | ----------------- | --------------------- | ------ | --------- |
| 1     | Daniel Joubert    | Südafrikanische Union | 11,0 s |           |
| 2     | Harold Wright     | Kanada                | 11,2 s |           |
| 3     | Ernst Geerling    | Deutsches Reich       | 11,3 s |           |
| 4     | Ricardo Guimarães | Brasilien             | 11,4 s |           |

### Vorlauf 7
| Platz | Name               | Nation         | Zeit   | Anmerkung |
| ----- | ------------------ | -------------- | ------ | --------- |
| 1     | Takiyoshi Yoshioka | Japan          | 10,9 s |           |
| 2     | Christiaan Berger  | Niederlande    | 11,1 s |           |
| 3     | Héctor Berra       | Argentinien    | 11,2 s |           |
| 4     | Stanley Fuller     | Großbritannien | 11,3 s |           |
| 5     | Mario Marques      | Brasilien      | 11,5 s |           |

## Viertelfinale
Datum: 31. Juli 1932

### Lauf 1

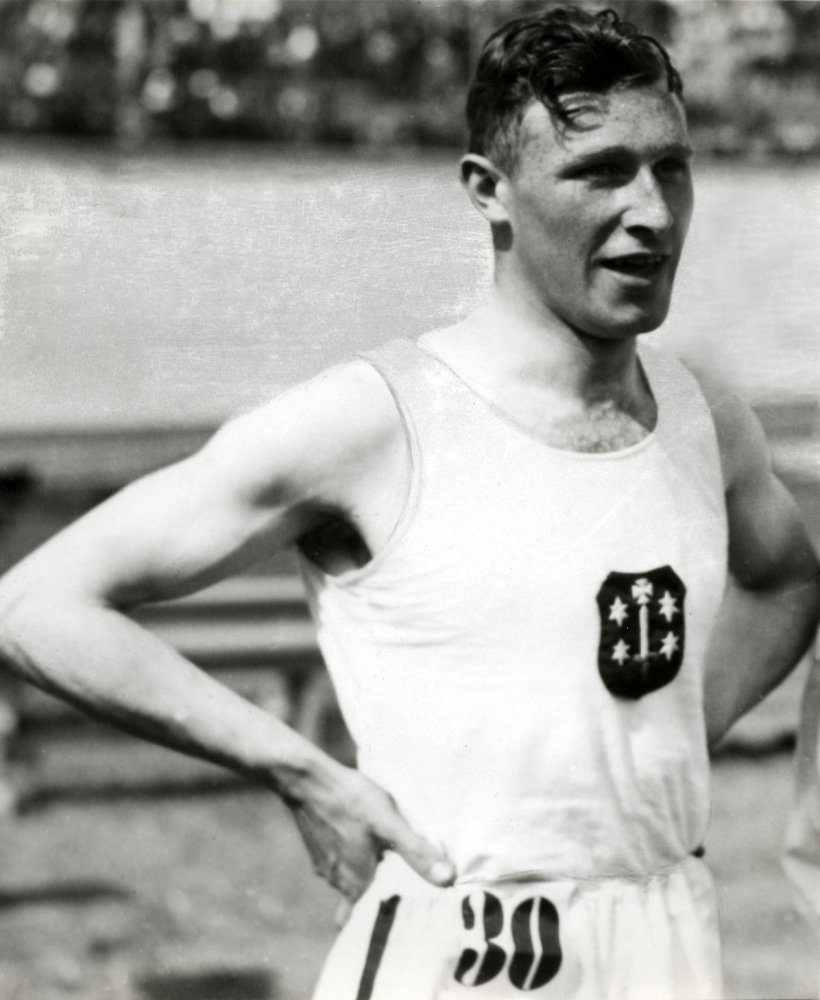
Christiaan Berger – ausgeschieden als Vierter des ersten Viertelfinals

| Platz | Name              | Nation      | Zeit   | Anmerkung                  |
| ----- | ----------------- | ----------- | ------ | -------------------------- |
| 1     | Eddie Tolan       | USA         | 10,4 s | OR – elektronisch: 10,53 s |
| 2     | Carlos Bianchi    | Argentinien | 10,5 s |                            |
| 3     | Percy Williams    | Kanada      | 10,7 s |                            |
| 4     | Christiaan Berger | Niederlande | 10,7 s |                            |
| 5     | Fernando Ortíz    | Mexiko      | 11,0 s |                            |

### Lauf 2
| Platz | Name           | Nation           | Zeit   | Anmerkung             |
| ----- | -------------- | ---------------- | ------ | --------------------- |
| 1     | George Simpson | USA              | 10,7 s | elektronisch: 10,74 s |
| 2     | Harold Wright  | Kanada           | 10,9 s |                       |
| 3     | Helmut Körnig  | Deutsches Reich  | 11,0 s |                       |
| 4     | Andrej Engel   | Tschechoslowakei | 11,1 s |                       |

### Lauf 3
| Platz | Name               | Nation          | Zeit   | Anmerkung             |
| ----- | ------------------ | --------------- | ------ | --------------------- |
| 1     | Ralph Metcalfe     | USA             | 10,7 s | elektronisch: 10,77 s |
| 2     | Takiyoshi Yoshioka | Japan           | 10,8 s |                       |
| 3     | Allan Elliot       | Neuseeland      | k. A.  |                       |
| 4     | Ernest Page        | Großbritannien  | 10,9 s |                       |
| 5     | Ernst Geerling     | Deutsches Reich | 11,1 s |                       |

### Lauf 4
| Platz | Name             | Nation                | Zeit   | Anmerkung             |
| ----- | ---------------- | --------------------- | ------ | --------------------- |
| 1     | Arthur Jonath    | Deutsches Reich       | 10,5 s | elektronisch: 10,68 s |
| 2     | Daniel Joubert   | Südafrikanische Union | 10,6 s |                       |
| 3     | Birchall Pearson | Kanada                | 10,7 s |                       |
| 4     | José de Almeida  | Brasilien             | 10,8 s |                       |
| 5     | Izuo Anno        | Japan                 | 10,9 s |                       |

## Halbfinale
Datum: 1. August 1932

### Lauf 1

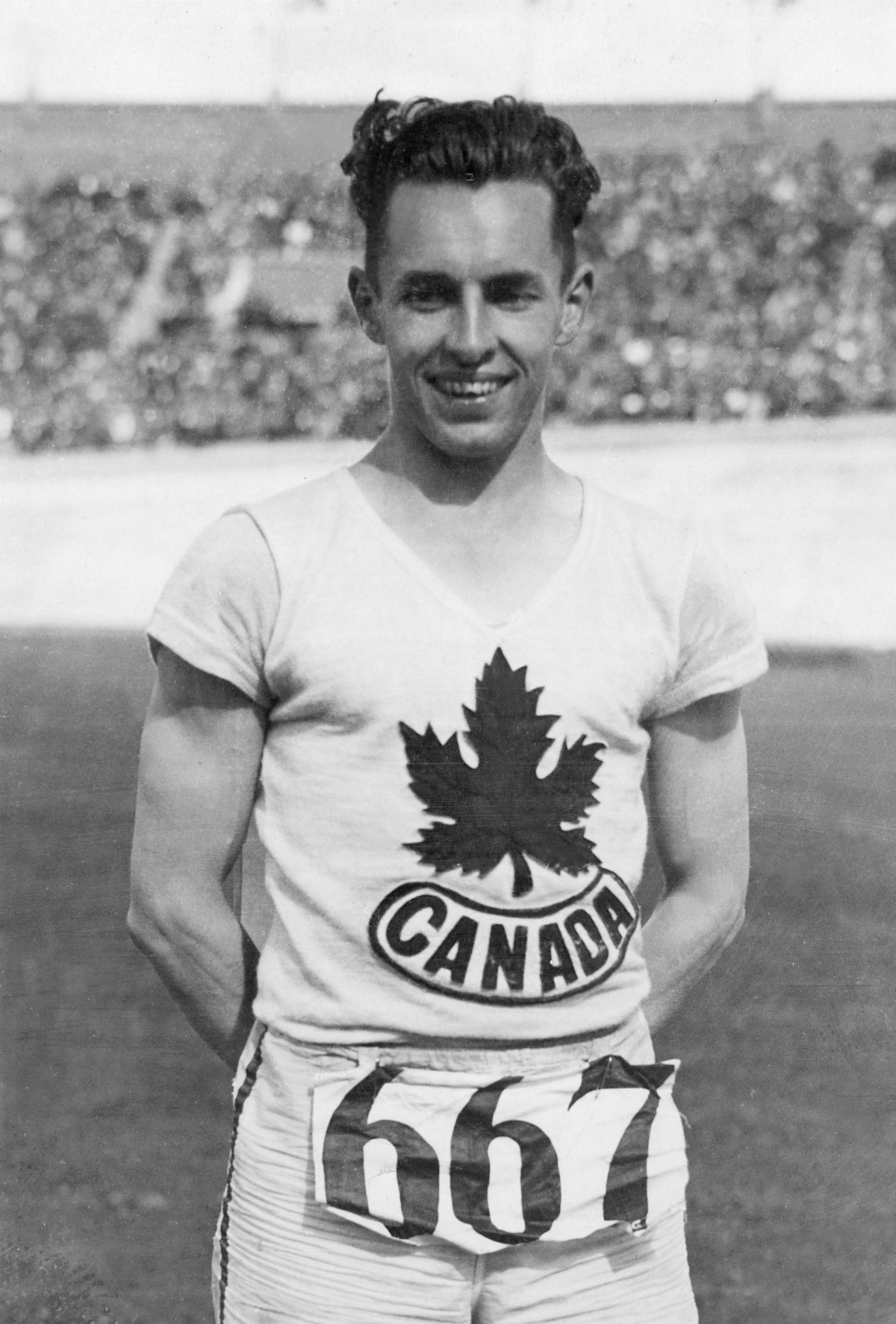
Percy Williams – ausgeschieden als Vierter des ersten Halbfinals
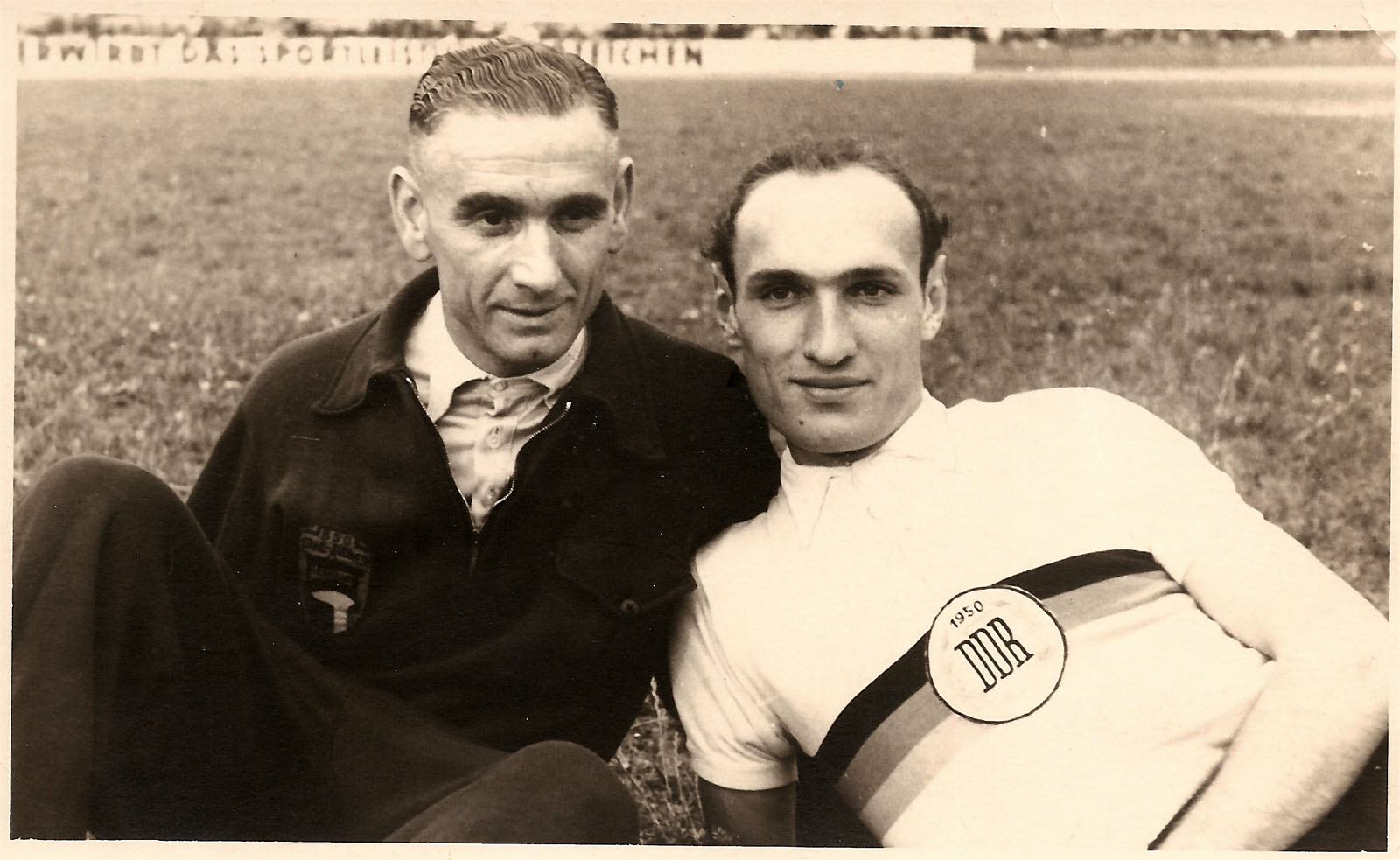
Helmut Körnig (rechts) – 1928 Olympiadritter über 200 Meter – ausgeschieden als Sechster des ersten Halbfinals

| Platz | Name               | Nation                | Zeit   | Anmerkung             |
| ----- | ------------------ | --------------------- | ------ | --------------------- |
| 1     | Eddie Tolan        | USA                   | 10,7 s | elektronisch: 10,81 s |
| 2     | Daniel Joubert     | Südafrikanische Union | 10,8 s | elektronisch: 10,81 s |
| 3     | Takiyoshi Yoshioka | Japan                 | 10,8 s | elektronisch: 10,83 s |
| 4     | Percy Williams     | Kanada                | 10,8 s | elektronisch: 10,91 s |
| 5     | Allan Elliot       | Neuseeland            | 11,0 s |                       |
| 6     | Helmut Körnig      | Deutsches Reich       | 11,2 s |                       |

### Lauf 2
| Platz | Name             | Nation          | Zeit   | Anmerkung             |
| ----- | ---------------- | --------------- | ------ | --------------------- |
| 1     | Ralph Metcalfe   | USA             | 10,6 s | elektronisch: 10,65 s |
| 2     | George Simpson   | USA             | 10,7 s | elektronisch: 10,70 s |
| 3     | Arthur Jonath    | Deutsches Reich | 10,7 s | elektronisch: 10,71 s |
| 4     | Carlos Bianchi   | Argentinien     | 10,7 s | elektronisch: 10,73 s |
| 5     | Birchall Pearson | Kanada          | 10,9 s | elektronisch: 10,95 s |
| 6     | Harold Wright    | Kanada          | 11,1 s |                       |

## Finale
Datum: 1. August 1932
| Platz | Name               | Nation                | Zeit   | Anmerkung                        |
| ----- | ------------------ | --------------------- | ------ | -------------------------------- |
| 1     | Eddie Tolan        | USA                   | 10,3 s | WRe / OR – elektronisch: 10,38 s |
| 2     | Ralph Metcalfe     | USA                   | 10,3 s | WRe / OR – elektronisch: 10,38 s |
| 3     | Arthur Jonath      | Deutsches Reich       | 10,4 s | elektronisch: 10,50 s            |
| 4     | George Simpson     | USA                   | 10,5 s | elektronisch: 10,53 s            |
| 5     | Daniel Joubert     | Südafrikanische Union | 10,6 s | elektronisch: 10,60 s            |
| 6     | Takiyoshi Yoshioka | Japan                 | 10,7 s | elektronisch: 10,79 s            |

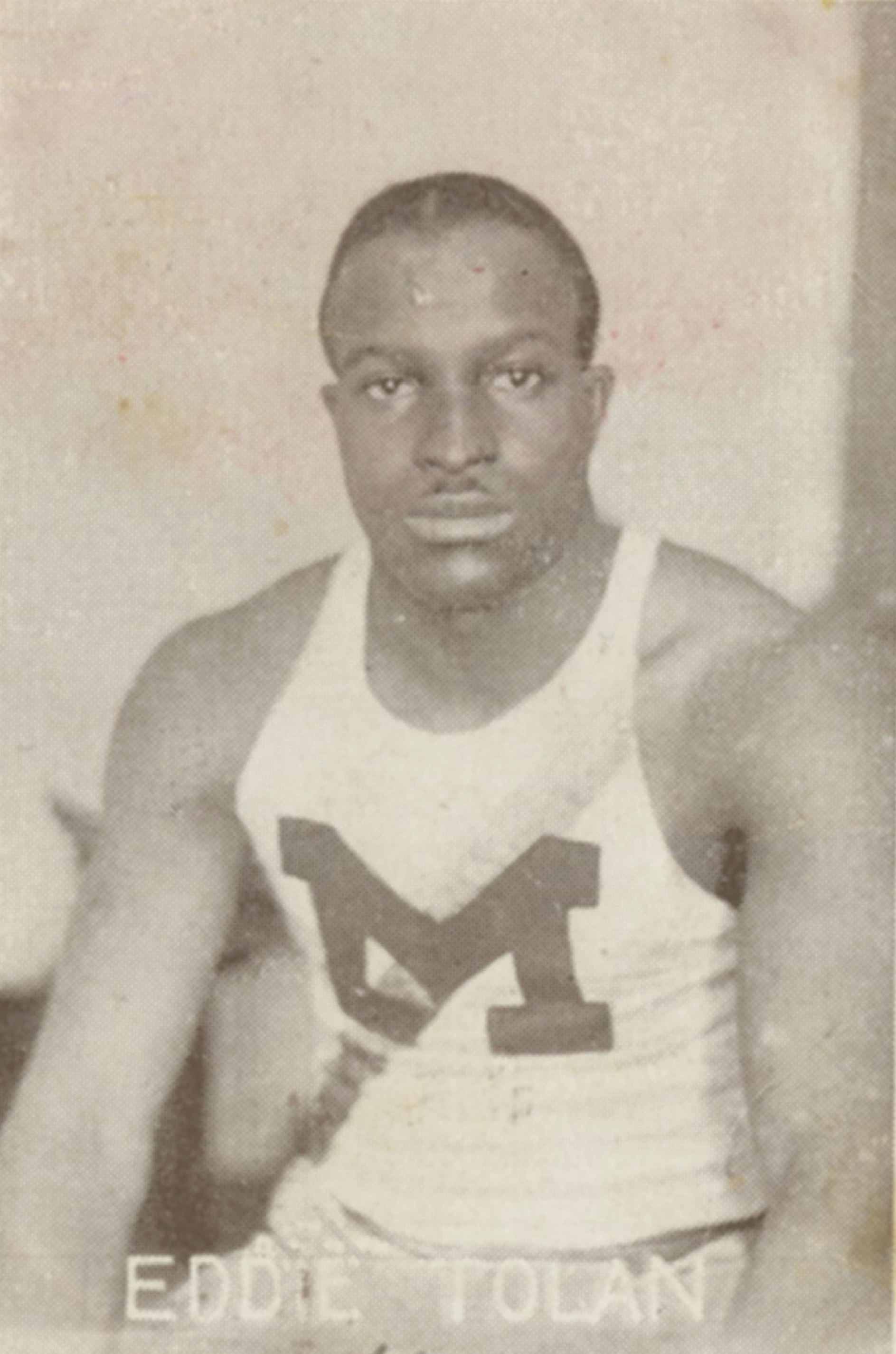
Olympiasieger Eddie Tolan
(Foto von 1930)

Im Finale erwischte der Japaner Takayoshi Yoshioka, der erste Asiate in einem 100-Meter-Finale, den besten Start. Doch Eddie Tolan der 'Midnight Express', wie sein Spitzname lautete, konnte den Japaner nach dreißig Metern einholen und ging an ihm vorbei. Zwanzig Meter vor dem Ziel hatte Ralph Metcalfe zu Tolan aufgeschlossen. Die elektronische Zeitmessung wies für beide Läufer 10,38 s aus. Auch das Zielfoto ergab keinen Aufschluss über den Ausgang des Rennens. Die Kampfrichter entschieden sich für Tolan, ohne dass klar wurde, warum. Und so lautet bis heute das offizielle Resultat: Gold für Tolan, Silber für den zeitgleichen Metcalfe, beide offiziell mit 10,3 s gestoppt, was neuen olympischen Rekord und gleichzeitig Einstellung des Weltrekords bedeutete. Die Bronzemedaille gewann der Deutsche Meister Arthur Jonath mit 10,4 s.
Zum ersten Mal blieben alle Finalisten unter der 11-Sekunden-Marke.

Für die USA war es der fünfte Doppelerfolg im neunten olympischen Finale.

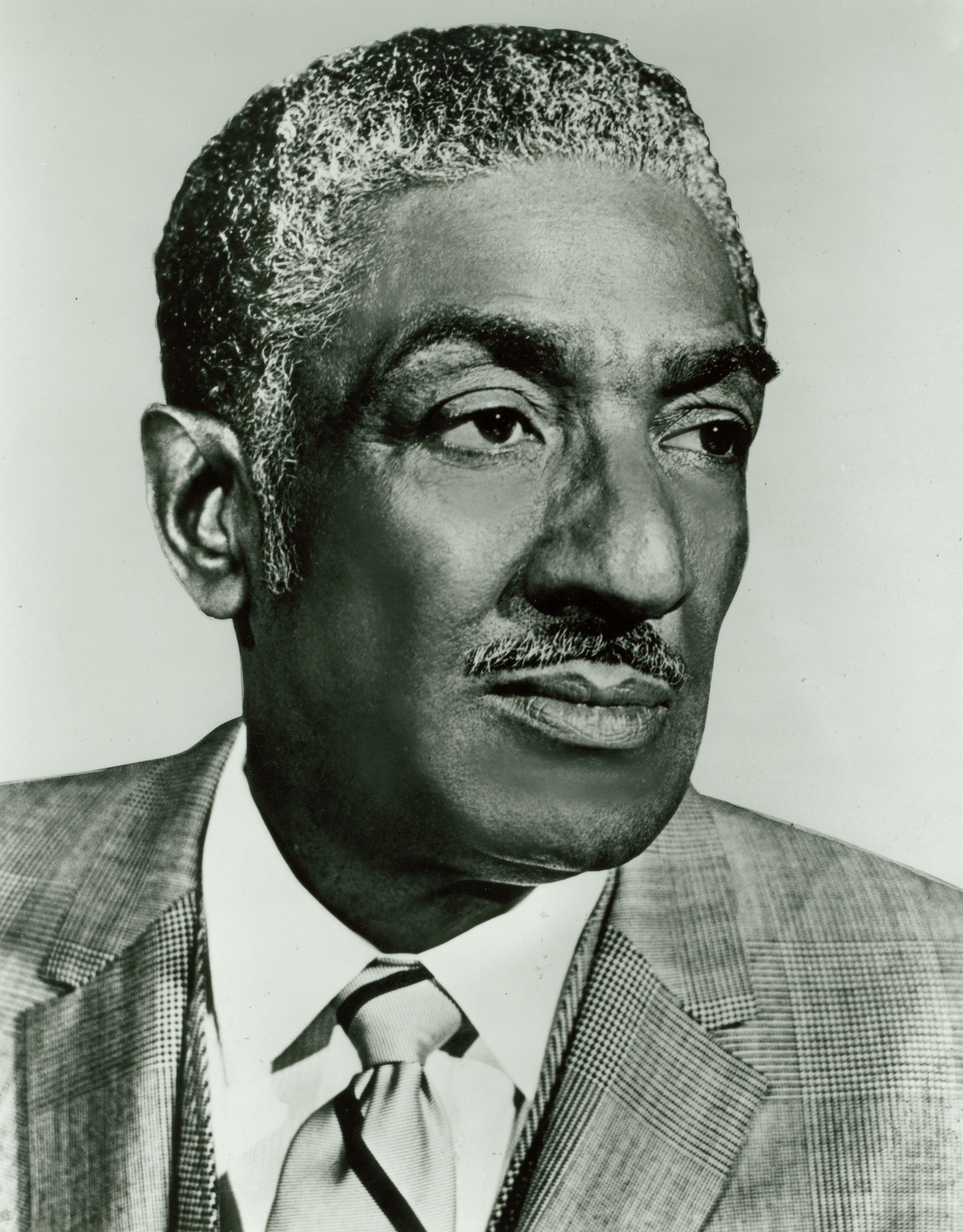
Ralph Metcalfe gewann bis auf die Hundertstelsekunde zeitgleich mit Olympiasieger Eddie Tolan die Silbermedaille
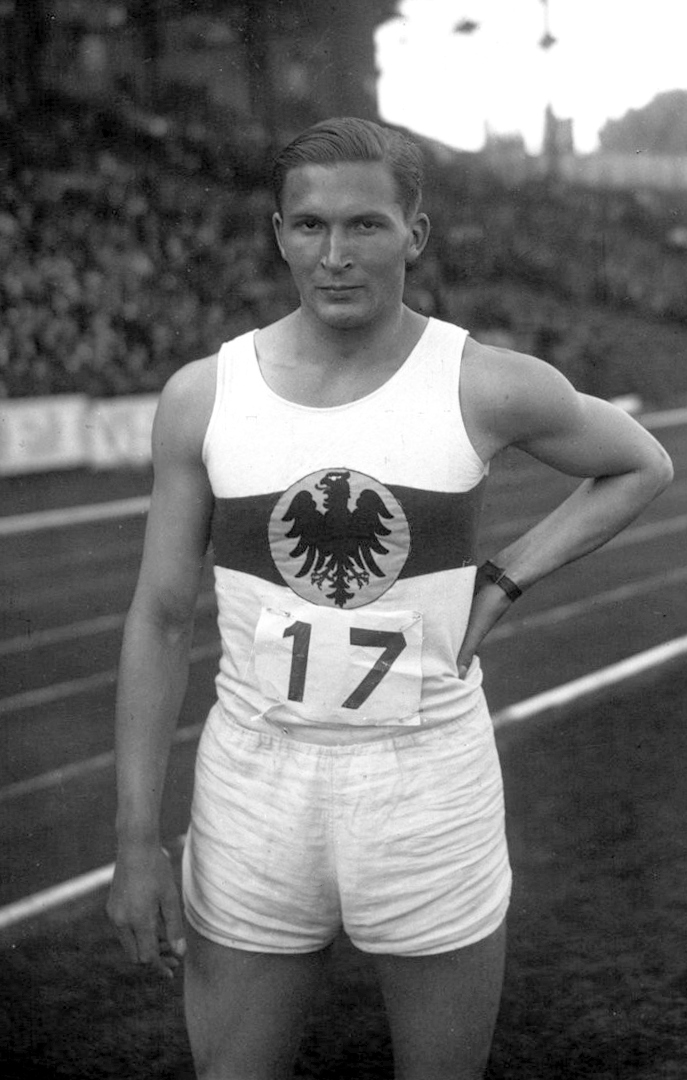
Bronzemedaillengewinner Arthur Jonath
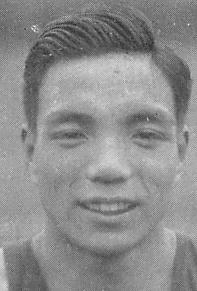
Takayoshi Yoshioka – erster 100-Meter-Finalist aus Asien – Rang sechs

## Videolinks
- The Fastest Men On Earth (1932 - Los Angeles) 9/20, youtube.com, abgerufen am 1. Juli 2021
- 1932 L.A. Olympic Men's 100m final - Olimpiadas Los Ángeles 1932 final 100 metros lisos masculinos, veröffentlicht am 11. Januar 2013 auf youtube.com, abgerufen am 1. Juli 2021
- LOS ANGELES X OLYMPIC GAMES 1932 TRACK & FIELD SILENT NEWSREEL 86554b MD, Bereich: 1:57 min bis 2:53 min, youtube.com, abgerufen am 1. Juli 2021